# One Year
|  | Denne artikel er oprettet af botten PalnaBot ud fra en ekstern database. Den kan derfor have sproglige fejl eller mangler. Denne skabelon kan fjernes efter kontrol af indholdet. |

One Year er en kortfilm instrueret af Laurits Munch-Petersen efter manuskript af Laurits Munch-Petersen.